# Pedicularis semitorta
Pedicularis semitorta är en snyltrotsväxtart som beskrevs av Carl Maximowicz. Pedicularis semitorta ingår i släktet spiror, och familjen snyltrotsväxter. Utöver nominatformen finns också underarten P. s. porphyrantha.